# 渡辺梓
渡辺 梓（わたなべ あずさ、1969年〈昭和44年〉2月20日 - ）は、日本の女優。静岡県富士宮市出身。無名塾を経てフリー。

## 人物・略歴
静岡県立富士高等学校卒業。
1987年、高校卒業後、仲代達矢主宰の無名塾の入団試験に合格。第11期生として入団する。
1989年、『和っこの金メダル』のヒロインに抜擢されて一躍脚光を浴びる。その後、無名塾の公演、こまつ座作品への客演、昼ドラマや2時間ドラマの助演と活躍。
2005年、「名奉行 遠山の金さん 第7シリーズ」 「京都迷宮案内第1シリーズ」で一緒に仕事をした塚田英明プロデューサーに誘われ、特撮テレビドラマ『魔法戦隊マジレンジャー』に出演。
デビュー以来無名塾の芸能マネージメント部門「株式会社仕事」に所属していたが、2013年3月31日を以て退社。同年10月にて東映マネージメントに移籍するが、2017年5月31日に退社する。現在はフリーで活動をしている。
夫は美術家の稲吉稔。1994年に結婚し、一男一女を儲けた。長男は5人組男性歌手グループ「2xFE」メンバー“hikari”として活動している稲吉ひかり。
2010年2月、夫とともにアートプロジェクト「似て非 works」を設立、6月から横浜市中区若葉町の昭和41年築の金庫室のある古ビルを活かし、アートワークでリノベーションした アートスペース「nitehi works」（ニテヒワークス）を運営。『nitehi works』とは、似て非なる「似ている様で異なる」という意味に加え、そこならではのモノに変換するという意味で名付けられ、スペース名でもあり、活動名でもある。日常の中で見過ごされている「価値」や「資源」を探し出し、「そこにしかない、そこだからこそ生まれる『気付き』」を活動の軸としている。あらゆるジャンルが交差する場所としての機能を持つ。

## 出演

### 映画
- もうひとつの原宿物語（1990年） - 綾乃 役
- すばらしき臨終（1997年）
- どら平太（2000年5月13日、東宝）
- 魔法戦隊マジレンジャー THE MOVIE インフェルシアの花嫁（2005年9月3日、東映） - 小津深雪 役
- 筆子・その愛 -天使のピアノ-（2007年） - 藤間サト 役
- 仮面ライダー×仮面ライダー フォーゼ&オーズ MOVIE大戦MEGA MAX （2011年12月10日、東映）- キイマ統制官 役
- 日本の青空シリーズ第3弾 渡されたバトン〜さよなら原発〜（2013年、インディーズ）
- 地の塩 山室軍平（2017年10月21日） - 山室登毛 役
- バケツと僕!（2018年） - 里谷昌美 役
- ああ栄冠は君に輝く（2018年） - 主演・加賀道子 役[8][9]
- 浜の記憶（2019年7月27日） - 繁田智子 役
- 一粒の麦 荻野吟子の生涯（2019年） - 古市静子 役
- 誰かの花（2022年1月29日）[10]
- 風が通り抜ける道（2024年1月12日、沖縄県後援、イオンエンターテイメント）
- 神さま待って!お花が咲くから（2024年2月2日） - 森上好江 役[11]
- わたしのかあさん-天使の詩-（2024年3月30日） - 中村道子 役[12]

### テレビドラマ

#### 連続ドラマ
- NHK総合
  - 連続テレビ小説 「和っこの金メダル」（1989年10月2日 - 1990年3月31日） - 主演・秋津和子 役
- 日本テレビ系
  - 子供が寝たあとで 第9話「洗濯物が乾かない」（1992年6月13日） - 水野奈美 役
- TBS系
  - ナースステーション（1991年）
  - ドラマ30『迷惑な家族』（1992年10月5日 - 11月27日、CBC）
  - 水戸黄門（TBS・C.A.L）
    - 第29部 第1話「将軍が最も恐れた男・江戸」（2001年4月2日） - おくみ 役
    - 第37部 第1話「将軍御落胤の野望・館林」（2007年4月9日） - 槙 役
    - 第38部 第15話「気弱亭主と気丈女房・飯田」（2008年4月28日） - お朝 役
- フジテレビ系
  - 逢いたい時にあなたはいない…（1991年10月7日 - 12月16日） - 浅川雅子 役
  - 風車の浜吉捕物綴（1992年）
  - 八丁堀捕物ばなし
    - 第1シリーズ（1993年11月17日 - 1994年3月2日） - 佳代 役
    - 第2シリーズ（1996年4月17日 - 8月21日） - 佳代 役

  - 幸福の予感（1996年4月1日 - 6月28日、東海テレビ） - 主演・浜田（栗田）久美子 役
  - 御家人斬九郎 第2シリーズ 第6話「仕官の罠」（1997年） - おきく 役
  - いのちの器（1998年10月5日 - 12月28日、東海テレビ） - 主演・有吉響子 役
  - 貫太ですッ!（2003年6月30日 - 9月26日、東海テレビ） - 進藤あゆみ 役
- テレビ朝日系
  - 将軍家光忍び旅 第1シリーズ 第10話「陰謀渦巻く駿府城家光を狙う死の釣天井」（1990年） - 結城千鶴 役
  - 暴れん坊将軍IV 第62話「花婿新さん 晴れ姿日本一! 」（1992年） - お妙 役
  - 名奉行 遠山の金さん
    - 第6シリーズ 第14話「殴られた金さん」（1994年10月20日） - 佳代 役
    - 第7シリーズ 第18話「復讐の女!雨の仕掛け長屋」（1996年2月29日） - お紋 役

  - はぐれ刑事純情派
    - 第10シリーズ 第1話SP「母と娘10年目の再会！南紀・房総、二つの勝浦を結ぶ殺意」（1997年4月2日） - 小川咲子 役
    - 最終回スペシャル「さよなら安浦刑事!命を懸けた最後の大捜査!」（2009年12月26日） - 芦沢佐代子 役

  - 京都迷宮案内
    - 第1シリーズ 第2話「嵐山十三詣りの謎」（1999年） - 矢代真穂 役
    - スペシャル（2005年） - 滝本昭子 役

  - 八丁堀の七人
    - 第1シリーズ 第7話「涙のおとり捜査!人情同心が惚れた女」（2000年2月24日） - おみね 役
    - 第2シリーズ - お妙 役
      - 第8話「人情同心VS冷徹与力!略奪愛の過酷なさだめ」（2001年3月8日）
      - 第9話「爆発炎上!さらば愛しき妻よ!!最後の大捕物」（2001年3月15日）

  - 子連れ狼 第2シリーズ 最終話「大五郎涙の決意!一刀対烈堂大爆破の死闘!」（2003年12月15日）- 鏑木弥生 役
  - はみだし刑事情熱系 第8シリーズ 第3話「カーテン越しの密室殺人…消えた血痕!」（2004年4月28日）- 女性誌「GRACE」編集長 木島つかさ 役
  - 魔法戦隊マジレンジャー （2005年2月13日 - 2006年2月12日） - 小津深雪 / マジマザー 役
  - 女刑事みずき〜京都洛西署物語〜2nd SEASON 第9話「京都宇治川に流れる殺意!! 仕組まれた男女交際」（2007年8月30日）- 女優 島暁子 役
  - 必殺仕事人2009 第7話「金が仇」（2009年2月27日、ABCテレビ） - 信乃 役
  - 臨場 第一章 第8話「黒星」（2009年6月3日） - 町井春枝 役
  - 科捜研の女
    - 第12シリーズ 第2話（2013年1月17日） - 布施美凪
    - 第18シリーズ、第6話（2018年11月29日） - 磯辺礼子

  - 相棒 season11 第14話「バレンタイン計画」（2013年2月6日、テレビ朝日）- 藍沢修子 役
  - 警視庁捜査一課9係 season8 第7話「死の紋様」ゲスト（2013年）- カリグラフィー作家 園枝路代 役
  - 刑事110キロ 第2シリーズ 最終話 第1部（2014年6月5日）- 画家 小田島克也（柄本明）の妻･小田島奈津美 役
  - 出入禁止の女〜事件記者クロガネ〜 第3話（2015年1月29日）- 京南大学医学部教授 浜嶋朝子 役
  - 最強のふたり〜京都府警 特別捜査班〜 第4話（2015年8月6日）- 老人ホーム「グランド明洛」パート 山内昌代 役
  - 遺留捜査 第4シリーズ 第7話「身代金1億と消えた万年筆!? かすれた文字に父子5年間の涙!!」（2017年8月24日） - 千田さつき 役
- テレビ東京系
  - 海風をつかまえて（1992年） - 千秋 役
  - あばれ医者嵐山（1995年） - 林美沙 役
    - 第8話「おもかげ」（1995年11月27日） - お里 役

  - ウルトラQ dark fantasy 第25話「闇」（2004年9月21日） - 長南年恵 役
- CS
  - 虹への手紙（2008年 株式会社衛星劇場・制作、ホームドラマチャンネル、全10話） - 森山翔子 役
- WOWOW
  - ヒトヤノトゲ〜獄の棘〜 第1話（2017年3月19日）
  - 川のほとりで 第5話（2021年4月30日） - ウラミ 役[13]

#### 2時間ドラマ・単発ドラマ
- 日本テレビ
  - 六月の花嫁シリーズ 誕生石・消えたサファイアの謎（1990年6月5日）
  - 名無しの探偵 8「彼女の人生」（1992年9月15日） - 桐田幸恵 役
  - 私は殺していない・義父に犯された娘の尊属殺人（1992年12月15日）
  - 白骨が愛した男・歯型で身元が判明した白骨死体の女が20年間持ち続けた男の歯（1997年8月5日） - 近藤美香子 役
  - 遺留指紋・解決済みのOL殺人現場に残された12年前の未解決殺人事件の犯人の指紋（1998年6月2日） - 岡崎晶 役
  - だます女だまされる女
    - 第1作「消費生活相談vs悪徳商法の女社長」（2000年10月24日）- 西条弘江 役
    - 第5作「四つ葉のクローバーは不幸の告知」（2003年2月25日）- 中谷深雪 役

  - 街の医者・神山治郎 第1作「輸血ミス」（2001年2月13日）- イタリア料理店店主 日高憲明（小林正寛）の妻･日高とも子 役
  - 警部補 佃次郎 第14作「永遠のナゾ」（2002年3月12日）- 野々村土木 社長 野々村泰男（火野正平）の妻･野々村珠美 役
  - 臨床心理士 第6作「虐待イジメ過食症」（2002年7月16日）- 中尾和子 役
  - 「京都金沢鶴の恩返し殺人事件」 （2004年1月27日）- 西陣織職人 手川信次（布施博）の妻･手川広美 役
  - 検事 霞夕子 第25作「愛しき人へ」（2005年5月31日）- 辻堂総合病院 副院長 辻堂昭（辰巳琢郎）の妻･辻堂瞭子 役
  - 那須・四季通信（2005年8月16日） - 松岡静香 役
- TBS
  - 大忠臣蔵 （1994年1月1日） - 艶 役
  - 夏の旅情サスペンス2 瀬戸内航路殺人事件（1995年7月10日）
  - カードGメン・小早川茜2（2001年1月22日） - 権藤政代 役
  - 弁護士高見沢響子4（2001年5月7日） - 名村麻美 役
  - 世直し公務員 ザ・公証人8（2009年6月29日） - 柳井布由子 役
  - ホームドクター・神村愛〜看取りの事件カルテ〜（2012年4月9日） - 小田咲江 役
  - 釣り刑事6（2015年5月18日） - 三池千枝 役
  - 制服捜査3（2016年8月22日） - 綾 役
- フジテレビ
  - 岡っ引どぶ（1991年5月22日）
  - おばさんデカ 桜乙女の事件帖 第5作「名門着付け教室殺人事件!空いたビール缶と不揃いの靴…危険な情事の生んだ巧妙な仕掛け」（1997年3月28日） - 栗原瑞穂 役
  - 赤い霊柩車シリーズ 第7作（1997年） 「双子の棺」 - 片瀬理沙 / 香山千沙 役
  - いのちの器 （1998年12月25日）
  - 大がかりな嘘（2003年8月8日） - 田所典子 役
  - 十津川警部夫人の旅情殺人推理2（2004年6月18日）
  - おばさんデカ 桜乙女の事件帖 第14作「企業買収・投資マネー金の魔力に狂った者に乙女が論す真の幸福」（2006年9月29日） - 松浦里佳 役
  - 奥様は警視総監4（2009年4月3日） - 酒巻絵美 役
  - 赤い霊柩車シリーズ 第35作・黒の審判（2015年6月26日） - 田島沙織 役
  - ミステリードラマスペシャル 新 京都殺人案内（2018年2月9日） - 須永 役
- テレビ朝日
  - ご存知!旗本退屈男「ご存知!旗本退屈男V 甲府城に渦巻く暗雲!妖艶くノ一忍者と虚無僧軍団! 謎の花嫁御殿!!」（1990年10月6日）
  - 弥太郎笠 旗本やくざ恋と仁義の喧嘩旅（1990年12月6日）
  - 温泉劇場殺人事件 女座長とさすらいの男－湯村温泉－京都（1991年7月16日）
  - 殺意の八丈島海流（1991年8月24日）
  - 四匹の用心棒 (4) かかし半兵衛ひとり旅（1992年、東映） - お春 役
  - 事件1 なぜ夫は新妻の姉を殺したのか…?（1993年6月12日） - 坂井ヨシ子 役
  - 森村誠一サスペンス　不信（1994年9月10日、松竹） - 水沢レイ子 役
  - 牟田刑事官事件ファイル 第25作「洞爺湖温泉に泊まった女」（1998年8月8日） - 今野静香 役
  - 変装婦警の殺人事件簿（2000年7月8日）
  - 西村京太郎トラベルミステリー 第41作 夜行列車の女（2003年11月22日） - 小柳ゆみ 役
  - 検事・朝日奈耀子5（2006年11月11日） - 木島夏子 役
  - 救急救命士・牧田さおり7（2010年5月1日） - 市村諒子 役
  - 逆転報道の女（2012年2月18日） - 神崎有美 役
  - 警視庁捜査一課長〜ヒラから成り上がった最強の刑事!（2012年7月14日） - 杉森知美 役
  - 人類学者・岬久美子の殺人鑑定5（2014年11月8日） - 添田留美子 役
  - ドクター彦次郎 第1作（2015年10月3日） - 森美代子 役
  - 再捜査刑事・片岡悠介9（2016年4月30日） - 磯部小百合 役
  - おかしな刑事 第15作「消えた遺言書 内縁の夫が次々と死ぬ…疑惑の女と娘の遺産争い 婚活パーティ潜入捜査！」（2017年） - 醍醐あかね 役
  - 日曜ワイド 「検事・朝日奈耀子」19「真夏の冷凍死体!? 温度差80℃の殺人トリックと鍋焼きうどんの謎」（2017年9月3日） - 池ノ上京子 役
  - 日曜プライム「検事・悪玉」 第2作（2018年6月10日） - 沖田和美 役
- テレビ東京
  - ぼくの純愛物語（1992年2月11日）
  - 殺意の滝 愛が憎しみにかわる時（1992年6月29日）
  - 女と愛とミステリー 嘱託刑事・小山田昭平「旅路の果て」(2001年）‐ 小山田光子 役
  - 「京都グルメ旅行殺人事件」（2002年2月10日） - 石野優子 役
  - 内田康夫サスペンス 信濃のコロンボ事件ファイル5 追分殺人事件（2004年3月24日） - 谷田恵美 役
  - 「父からの手紙」（2007年） - 秋山みどり 役
  - 旅行作家・茶屋次郎 8 渡良瀬川殺人事件（2008年） - 早野かすみ 役
  - 動物病院 彩子の事件カルテ（2009年） - 後藤清美 役
- 時代劇専門チャンネル
  - 鬼平外伝 夜兎の角右衛門 （2011年3月21日）- おしん 役

### 舞台
- マクベス（2009年9月18日 - 11月15日、能登演劇堂）
- Hobson's Choise〜ホブソンの婿選び〜（2012年3月17日 - 24日、ル・テアトル銀座）
- 海まで100年（2024年12月11日 - 15日、象の鼻テラス）[14]
- また逢いにゆく（2025年10月8日 - 12日〈予定〉、テアトルBONBON）[15]

### ラジオドラマ
- FMシアター「明日、四万十のほとりで」（2002年12月21日、NHK-FM）

### その他のテレビ番組
- 秘密のケンミンSHOW（読売テレビ）
- 連想ゲーム（NHK総合）
- 第40回NHK紅白歌合戦（1989年、NHK総合・ラジオ第1） - 審査員
- これが花の万博だ 見どころ徹底ガイド（NHK総合）
- 生涯青春 IN カナダ 人生最良の時（テレビ東京） - リポーター
- 町おこし・村おこし
- 快適マイワーク（TBS）
- やまがた発!旅の見聞録（山形放送・テレビ埼玉）
- 爆報! THE フライデー（TBS）

### CM
- 森永製菓「森永アイスマルチパック」（1990年）
- 大和銀行（現・りそなホールディングス）
- メナード化粧品

### 吹き替え
- バトル・オブ・リガ（エルザ）

### DVD
- スーパー戦隊シリーズ
  - 魔法戦隊マジレンジャー スペシャルDVD 大公開!黄金グリップフォンの超魔法〜ゴル・ゴール・ゴー・ゴー〜 (2005年)- 女神 役
  - 魔法戦隊マジレンジャーVSデカレンジャー （2006年、東映） - 小津深雪 役